# Calcigorgia beringi
Calcigorgia beringi is een zachte koraalsoort uit de familie Acanthogorgiidae. De koraalsoort komt uit het geslacht Calcigorgia. Calcigorgia beringi werd in 1912 voor het eerst wetenschappelijk beschreven door Nutting. 